# NGC 1923
NGC 1923 је расејано звездано јато у сазвежђу Златна риба које се налази на NGC листи објеката дубоког неба.
Деклинација објекта је - 65° 29' 12" а ректасцензија 5h 21m 34,1s. Привидна величина (магнитуда) објекта NGC 1923 износи 11,2 а фотографска магнитуда 11,5. NGC 1923 је још познат и под ознакама ESO 85-SC75.